# Cladonia turgidior
Cladonia turgidior är en lavart som först beskrevs av William Nylander och fick sitt nu gällande namn av Teuvo Ahti. 
Cladonia turgidior ingår i släktet Cladonia och familjen Cladoniaceae. Inga underarter finns listade i Catalogue of Life.